# Суфриер (вулкан, Сент-Винсент и Гренадины)
Суфриер (Ла-Суфриер, фр. Soufrière [sufʁjɛʁ sɛ̃ vɛ̃sɑ̃]) — один из самых древних вулканов в Вест-Индии (возраст около 60 млн. лет). Расположен в северной части острова Сент-Винсент. За нашу эру он извергался как минимум уже 160 раз. В последнее время извержения Суфриера происходили в 1718, 1812, 1902, 1971, 1979 и 2021 годах. Они как правило приводили к значительному ущербу, особенно в сельском хозяйстве и послужили одной из причин переориентации экономики Сент-Винсента и Гренадин с сельского хозяйства, как основной отрасли на туристическую сферу.

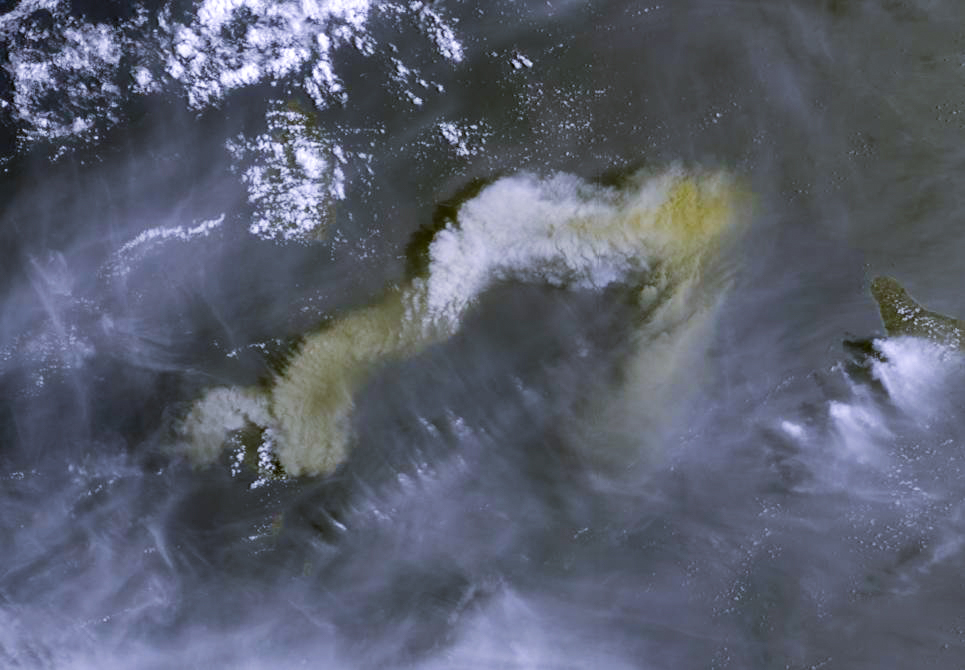
Извержение 9 апреля 2021 года. Снимок со спутника Sentinel-3

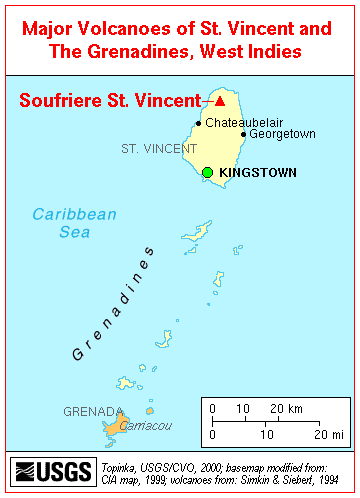
Местоположение вулкана Суфриер

К югу от вулкана расположена цепь постепенно понижающихся конусов потухших вулканов. Его склоны (крутые западные и более пологие восточные) покрыты густыми влажными тропическими лесами, а многочисленные горные потоки образуют сложную систему рек и озер (в южной части кратера есть вулканическое озеро шириной 183 м). Многие речные потоки были прерваны вулканической деятельностью, поэтому на склонах нередки «сухие реки», чьи русла были перегорожены потоками лавы.
Суфриер является одним из наиболее изученных вулканов в мире — сейсмостанции и геофизические лаборатории непрерывно контролируют его деятельность, а исследователи регулярно проводят эксперименты по наблюдению за развитием земной коры.